# Infanteri- och Norrlandsbrigad 2000

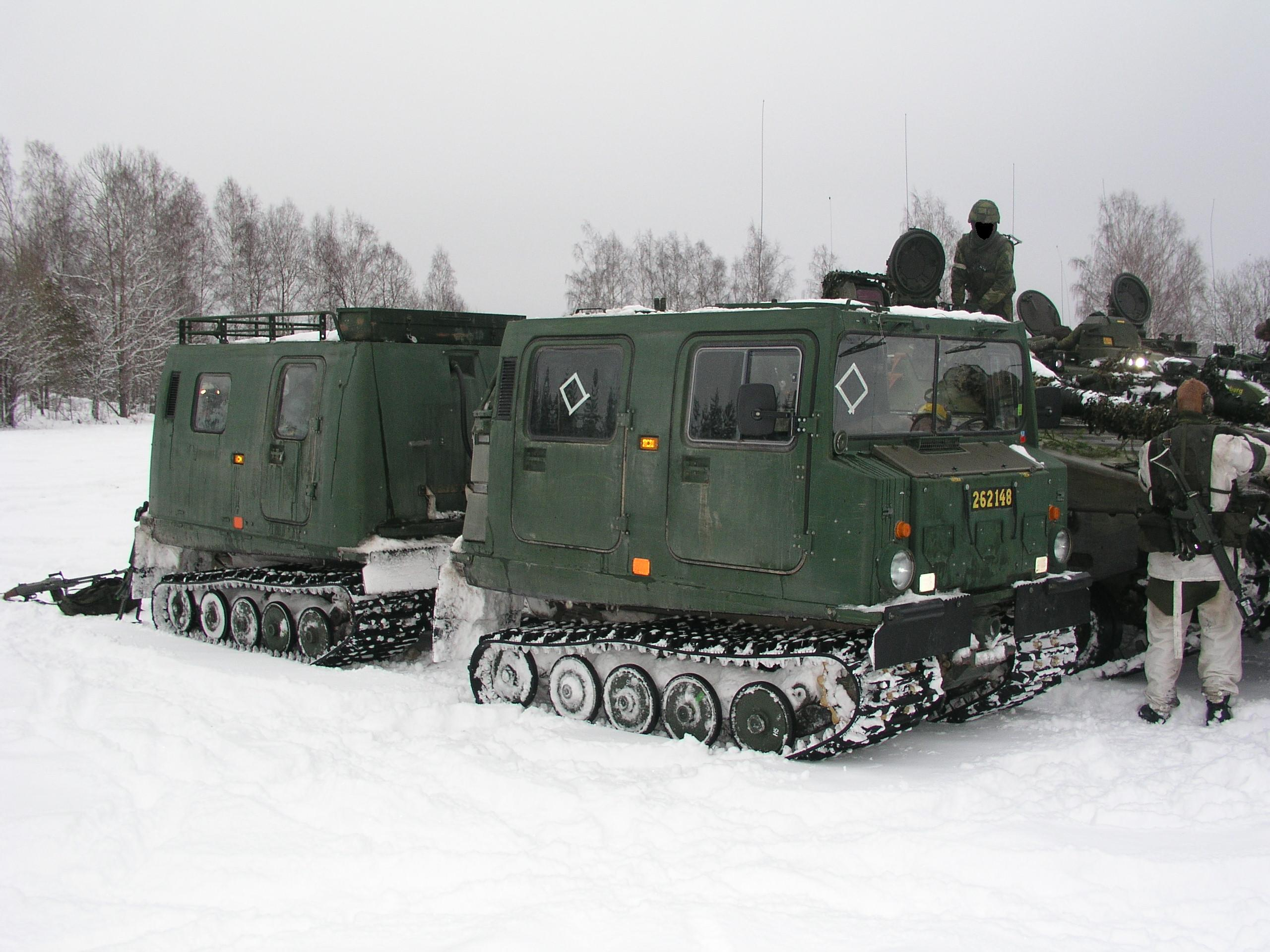
Hägglunds Bv 206 i sent utförande med högt registreringsnummer och modifierade backspeglar. Stridsfordon 90 skymtar i bakgrunden.

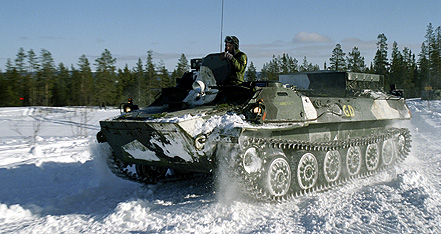
En svensk MT-LB.

Infanteribrigad 2000 (IB 2000) och Norrlandsbrigad 2000 (NB 2000), var planerade typförband i svenska armén som, med undantag av Livgardesbrigaden, aldrig sattes upp.
Det svenska försvaret har mött hotförändringen med en vapenutveckling, som anpassats till den svenska terrängen och ekonomin. Organisation och taktik har kontinuerligt förändrats, och brigadorganisationen reviderades ungefär vart tionde år. Organisationsförändringar och tillförsel av ny materiel skedde dock löpande under den 10-årsperiod organisationen var i bruk. 
IB 2000 började utvecklas på 1980-talet där Grenadjärbrigaden (IB 4) och Smålandsbrigaden (IB 42) var försöksförband inför den nya brigadorganisationen. Den slutliga försöksövningen med IB 2000 var FMÖ 89 -Sydfront, inga delar var då ännu mekaniserade. Organisationen som fastställdes var i grunden likadan som IB 77, men de tre skyttebataljonerna skulle vara mekaniserade samt att två luftvärnskompanier skulle ingå istället för som tidigare ett.
Grunden till IB 2000 byggdes genom de rysktillverkade stridsfordonen BMP-1 (Pansarbandvagn 501) och för NB 2000 MT-LB (Pansarbandvagn 401). Fordonen köptes i samband med försvarsbeslutet 1992 från forna Warszawapakten. Inom norrlandsbrigaderna (NB 2000) skulle även Stridsfordon 90 tillföras.

## Ingående brigader
| Beteckning | Namn                 | Anmärkning     |
| ---------- | -------------------- | -------------- |
| MekIB 1    | Livgardesbrigaden    | Avvecklad 2000 |
| IB 2       | Värmlandsbrigaden    | Avvecklad 2000 |
| IB 4       | Livgrenadjärbrigaden | Avvecklad 1997 |
| IB 12      | Smålandsbrigaden     | Avvecklad 2000 |
| IB 15      | Älvsborgsbrigaden    | Avvecklad 1998 |
| IB 16      | Hallandsbrigaden     | Avvecklad 2000 |

| Beteckning | Namn                  | Anmärkning     |
| ---------- | --------------------- | -------------- |
| NB 5       | Fältjägarbrigaden     | Avvecklad 2000 |
| NB 13      | Dalabrigaden          | Avvecklad 2000 |
| NB 20      | Lapplandsbrigaden     | Avvecklad 1997 |
| NB 21      | Ångermanlandsbrigaden | Avvecklad 2000 |

## Avveckling
Den enda brigad som ansågs mekaniserad var Livgardesbrigaden som utrustades med Stridsfordon 90 och Pbv 302. De övriga brigaderna hann aldrig bli helt mekaniserade, utan upplöstes och avvecklades år 2000 genom försvarsbeslutet 2000.
I samband med avvecklingen skänktes en stor del av brigadernas materiel till Baltikum.

## Infanteri-  och norrlandsbrigadens organisation
- Brigadledning
- Brigadspaningskompani
- Två mekaniserade bataljoner / Norrlandsmekaniseradbataljon
- Två brigadskyttebataljoner / Norrlandsskyttebataljon
  - Tre skyttekompanier
  - Tungt granatkastarkompani
  - Trosskompani
- Brigadpansarvärnskompani
- Bandpansarvärnskompani
- Brigadluftvärnskompani
- Brigadhaubitsbataljon
- Brigadpionjärsbataljon
- Brigadunderhållsbataljon

### Rörlighet och transporter
- Huvuddel av truppen - Pbv 401 och Pbv 501
- Kompaniunderhåll - Bandvagn och terrängbil
- Bataljonsunderhåll - Bandvagn och terrängbil
- Brigadunderhåll - Terräng- och lastbil

### Eldkraft mot oskyddad trupp
- Enskild soldat - Ak 5, spränghandgranat 56
- Skyttepluton - Granatgevär m/48 (Grg), Truppmina 10 och 12
- Skyttekompaninivå -  Grg m/48, Ksp 58
- Skyttebataljonsnivå - Grg m/48, Ksp 58, 12 cm granatkastare m/41D.
- Infanteribrigadnivå - Infanterikanonvagn 91 (Ikv 91), 15,5 cm haubits 77B

### Eldkraft mot pansarfordon
- Skyttegrupp - Pansarskott m/86
- Skytteplutonsnivå - Grg m/48 och pansarskott m/86, strvmina 52B, strvmina 6, fordonsmina 13
- Skyttekompaninivå - Grg m/48 och pansarskott m/86, pansarvärnbandvagn, pansarvärnsrobot 56
- Skyttebataljonsnivå - Grg m/48 och pansarskott m/86, Slutfasstyrd granatkastarammunition STRIX pansarvärnsterrängbil
- Infanteribrigadnivå

Infanterikanonvagn 91, Pansarvärnsrobot 55TOW

### Eldkraft mot flyg
- Skyttekompaninivå - Luftvärnskulspruta (Lvksp) på fordon
- Skyttebataljonsnivå - Luftvärnskulspruta (Lvksp) på fordon
- Infanteribrigadnivå - Luftvärnsrobot (Lvrobot 70), Lvksp, luftvärnsautomatkanon (Lvakan m/40-70).